# Jens Geier
Jens Adolf Geier (ur. 22 czerwca 1961 we Frankfurcie nad Menem) – niemiecki polityk, poseł do Parlamentu Europejskiego VII, VIII, IX i X kadencji.

## Życiorys
Do szkoły średniej uczęszczał w Essen. Po odsłużeniu służby cywilnej studiował historię, literaturoznawstwo i nauki polityczne na Uniwersytecie Ruhry w Bochum. Od 1989 pracował jako asystent naukowy europosła Detleva Samlanda ds. budżetu oraz europejskiej polityki badań i technologii. W latach 90. zasiadał we władzach SPD. W latach 2001–2006 było kierownikiem projektów i rzecznikiem prasowym spółki prawa handlowego Ruhr, a od 2006 pracował dla przedsiębiorstwa Deloitte,
Wstąpił do związku zawodowego ver.di. W 2009 uzyskał mandat europosła (po dwóch nieudanych próbach w 1999 i 2004). W kampanii wyborczej sprzeciwiał się rzekomemu dumpingowi płacowemu, jaki według niego ma miejsce po 2004. W 2014, 2019 i 2024 z powodzeniem ubiegał się o europarlamentarną reelekcję.
W 2021 objął patronat nad Dzjanisem Uradem, żołnierzem i więźniem politycznym z Białorusi.